# Jacques Bugnicourt
Jacques Bugnicourt (né au Cateau-Cambrésis le 19 mars 1930 et mort le 16 avril 2002 à Paris) est un homme politique socialiste français passionné de l’Afrique où il a passé la quasi-totalité de sa carrière. Attaché à ses racines rurales et à sa maison familiale, il n'a cessé de faire des allers-retours avec la France, et son village de Warsy, dans la Somme, où il réside officiellement avec le statut d'agriculteur de 1958 à 2002.

## Biographie
Né d’une famille rurale, Jacques Bugnicourt a suivi de 1952 à 1958 des études supérieures qui lui ont permis d’obtenir des diplômes de plusieurs instituts comme l’Institut d'études politiques de Paris, l’institut de géographie de la Sorbonne, l’Institut d’étude du développement économique et social (IEDES) ainsi qu’une licence en lettres, une licence en droit et le brevet de l’École nationale de la France d'outre-mer. Sans compter, en 1970, un doctorat ès Sciences économiques à Paris. 
Très tôt engagé dans les activités anticolonialistes, proche de Michel Rocard, il entraine les jeunesses socialistes dans le refus de la guerre d’Algérie, appuie  la scission d’avec la SFIO et participe à la création du Parti socialiste unifié (PSU). D’abord chargé en Algérie de la réforme agraire et de l’aménagement du territoire à Orléansville) de 1958 à 1961, il est ensuite appelé en 1961 à Dakar (Sénégal), pour lancer la réforme de l’aménagement du territoire dont il est directeur.
Il est ensuite directeur du collège d’Aménagement du territoire à l’ENEA de Dakar, de 1963 à 1966, et professeur d’aménagement du territoire à l’Institut africain de développement économique et de planification de Dakar (IDEP) de 1966 à 1972. Il participe également, à partir de 1965, à la création du Centre d’études et d’initiatives de solidarité internationale (CEDETIM). En 1972, ce passionné d’Afrique devient responsable puis secrétaire exécutif de l’association internationale à but non lucratif Enda Tiers-Monde basée à Dakar à la création de laquelle il participe activement. Jacques Bugnicourt est mort le 16 avril 2002 à l’âge de 72 ans ; il est enterré dans le canton de Montdidier à Warsy.
Une rue de Dakar porte son nom.